# Lijst van voetbalinterlands Iran - Tsjecho-Slowakije
.Deze lijst van voetbalinterlands is een overzicht van alle officiële voetbalwedstrijden tussen de nationale teams van Iran en Tsjecho-Slowakije. De landen speelden een keer tegen elkaar. Dat was een vriendschappelijke wedstrijd op 20 december 1974 in Teheran.

## Wedstrijden
| № | Plaats  | Datum            | Competitie        | Wedstrijd                | Uitslag |
| - | ------- | ---------------- | ----------------- | ------------------------ | ------- |
| 1 | Teheran | 20 december 1974 | Vriendschappelijk | Iran – Tsjecho-Slowakije | 0 – 1   |

## Samenvatting
| Competitie        | Totaal gespeeld | Winst Iran | Gelijk | Winst Tsjecho-Slowakije | Doelsaldo Iran – Tsjecho-Slowakije |
| ----------------- | --------------- | ---------- | ------ | ----------------------- | ---------------------------------- |
| Vriendschappelijk | 1               | 0          | 0      | 1                       | 0 – 1                              |
| Totaal            | 1               | 0          | 0      | 1                       | 0 – 1                              |